# Pernem
Pernem är en ort i Indien.   Den ligger i distriktet North Goa och delstaten Goa, i den sydvästra delen av landet, 1 500 km söder om huvudstaden New Delhi. Pernem ligger 16 meter över havet och antalet invånare är 5 555.
Terrängen runt Pernem är huvudsakligen platt, men österut är den kuperad. Runt Pernem är det tätbefolkat, med 762 invånare per kvadratkilometer. Närmaste större samhälle är Māpuca, 14,7 km söder om Pernem. I omgivningarna runt Pernem växer huvudsakligen savannskog.